# A Split CD
A Split CD är en EP med Like Peter at Home och musikgruppen Nine, utgiven av Outlast Records 1999.

## Låtlista[1]
1. Like Peter at Home - "Fuerte de Mente" - 3:13
2. Like Peter at Home - "Abuso de Fuerza" - 2:43
3. Like Peter at Home - "Epílogo" - 2:52
4. Like Peter at Home - "Dominio" - 1:56
5. Nine - "Getting Out" - 3:39
6. Nine - "The Wolves Want More" - 3:39
7. Nine - "Nothing Will Remain" - 3:54